# Little Egg Harbor Township
Little Egg Harbor Township est une municipalité américaine située dans le comté d'Ocean au New Jersey.
Lors du recensement de 2010, sa population est de 20 065 habitants. La municipalité s'étend sur 73,05 milles carrés (189,2 km2), dont 25,69 milles carrés (66,54 km2) d'étendues d'eau.
Le township de Little Egg Harbor est formé à partir des townships de Northampton et d'Egg Harbour. Il devient une municipalité en février 1798. Comme Egg Harbour, Little Egg Harbor doit son nom aux œufs des goélands.